# Delia (geslacht)
Delia is een geslacht van vliegen uit de familie van de bloemvliegen (Anthomyiidae). Dit geslacht wordt veelal gezien als ongedierte in de landbouw. Voorbeelden van soorten uit dit geslacht zijn de uienvlieg (Delia antiqua), de slanke graanvlieg (Delia coarctata), de grote koolvlieg (Delia floralis), de bonenvlieg (Delia platura) en de koolvlieg (Delia radicum). 
De naam van het geslacht werd in 1830 voorgesteld door Jean-Baptiste Robineau-Desvoidy.